# 18 (album van Moby)
18 is een album van de Amerikaanse muzikant Moby. Het album is uitgebracht in 2002 en bevat 18 nummers. Moby heeft op dit album samengewerkt met Azure Ray, Angie Stone, MC Lyte, Freedom Bremner en Sinéad O'Connor.
Het album is uitgebracht door Mute Records in de Verenigde Staten, en de distributie is gedaan door V2 Records.

## Tracklist
1. We Are All Made Of Stars (4:33)
2. In This World (4:02)
3. In My Heart (4:36)
4. Great Escape (2:08) (vocals: Azure Ray)
5. Signs Of Love (4:26)
6. One Of These Mornings (3:12)
7. Another Woman (3:56)
8. Fireworks (2:13)
9. Extreme Ways (3:57)
10. Jam For The Ladies (3:22) (vocals: Angie Stone , MC Lyte)
11. Sunday (The Day Before My Birthday) (5:09)
12. 18 (4:28)
13. Sleep Alone (4:45)
14. At Least We Tried (4:08) (vocals: Freedom Bremner)
15. Harbour (6:27) (vocals: Sinéad O'Connor)
16. Look Back In (2:20)
17. The Rafters (3:22)
18. I'm Not Worried At All (4:13)

## B-Sides
Van dit album is ook een 'B-Sides'-editie uitgebracht.
1. Landing (3:42) (vocals: Azure Ray)
2. Love Of Strings (6:10)
3. Nearer (4:19)
4. Afterlife (3:55)
5. String Electro (6:56)
6. Downhill (5:19)
7. Soul To Love (4:27)
8. Bed (4:16)
9. Piano & Strings (5:17)
10. Horse & Carrot (6:53)
11. Life's So Sweet (6:32)
12. ISS (3:44)